# 파티토 페오
《파티토 페오》(스페인어: Patito feo)는 2007년부터 2008년 방영된 아르헨티나의 텔레노벨라이다.